# Moi Renart
Pour les articles homonymes, voir Renard (homonymie).
Moi Renart est une série télévisée française de dessins animés en 26 épisodes de 24 minutes, créée par Bruno René Huchez, d'après le Roman de Renart diffusée du 20 septembre 1986 à 1986 sur Canal+, rediffusée en 1988 dans Amuse 3 sur FR3, puis de 1992 à 1995 dans M6 Kid sur M6, et enfin du 16 juillet au 15 août 1997 sur France 3.

## Synopsis
Renart, un jeune provincial, toujours accompagné de son petit singe Marmouset, arrive un jour à Paris. Il y enchaîne les escroqueries et les coups tordus, tout en prétendant tenir une entreprise multi-services.

## Épisodes
| No. | Titre                          | Date de diffusion |
| --- | ------------------------------ | ----------------- |
| 1 | L'aventure de Renart           | 20 septembre 1986 |
| Renart prend le train pour Paris afin d'y retrouver son oncle Ysengrin et de conquérir la capitale. Lors du trajet, après avoir fraudé, il s'installe dans le compartiment d'une dame ayant un étrange chargement de grenouilles, bientôt accompagnée d'un malfrat du nom de Mouflard...                 |                                |                   |
| 2 | L'agence Renart                |                   |
| |                                |                   |
| 3 | Les grandes manœuvres          |                   |
| |                                |                   |
| 4 | Renart fait sa pub             |                   |
| |                                |                   |
| 5 | Le concert Moulio              |                   |
| |                                |                   |
| 6 | La Renarde                     |                   |
| Renart réceptionne sa voiture modifiée par un inventeur : la Renarde est née. Dans le même temps, Aliosha, un pianiste russe, est ramené de force en URSS. Sa fiancée vient demander l'aide de Renart pour le ramener en France.                                                                         |                                |                   |
| 7 | Jess Bomb                      |                   |
| Renart et Hermeline sont en week-end en amoureux à la plage. Renart profite d'une tempête pour essayer de battre son record de vitesse en planche à voile et part au large. Il est là lorsqu'une fusée tombe et est capturée par le mystérieux sous-marin de M. Krak.                                    |                                |                   |
| 8 | Renart Big Mac                 |                   |
| |                                |                   |
| 9 | Traquenard                     |                   |
| |                                |                   |
| 10 | Koko de St-Zéphyr              |                   |
| |                                |                   |
| 11 | Jolibois contre Porkyland      |                   |
| |                                |                   |
| 12 | L'art de Renart                |                   |
| |                                |                   |
| 13 | L'affaire du kiosque           |                   |
| Alors que deux candidats aux élections et leurs partisans s'affrontent, Renart devient le troisième homme. |                                |                   |
| 14 | Gold Star                      |                   |
| À la suite d'un concours de circonstances, Renart se retrouve star du rock financé par un émir. |                                |                   |
| 15 | Le petit chaperon rouge        |                   |
| |                                |                   |
| 16 | Ô nuages, ô désespoir          |                   |
| |                                |                   |
| 17 | À la poursuite du radis double |                   |
| Hermeline et Renart décident de partir en vacances en Corse. C'est sans compter sur le patron du journal d'Hermeline qui la force à faire un reportage sur le professeur Zataros qui arrive à Paris. Justement, celui-ci, accompagné de son assistante Ursula Scarol, viennent rendre visite à Renart... |                                |                   |
| 18 | Il était une fois Renart       |                   |
| Renart doit garder le fils d'Ysengrin. Afin d'extorquer quelques sous à ce dernier, il invente une histoire de trésor au coucher du petit, qui servira de canular. |                                |                   |
| 19 | Tartala Bloune                 |                   |
| |                                |                   |
| 20 | Le Renart dans les étoiles     |                   |
| |                                |                   |
| 21 | Coup de sang                   |                   |
| |                                |                   |
| 22 | Ciné fric frac                 |                   |
| |                                |                   |
| 23 | Le club des cavernes           |                   |
| |                                |                   |
| 24 | Paris-Kokar                    |                   |
| |                                |                   |
| 25 | Petits petits petits           |                   |
| |                                |                   |
| 26 | Big Boom sur les ovnis         |                   |
| |                                |                   |

## Distribution
- Jean-Pierre Denys : Renart
- Laurent Hilling : Ysengrin / Belet
- Maryline Saffer : Hermeline
- Raymond Baillet : le commissaire Chanteclair
- Rolande Forest : Hersent
- Frédéric Girard : l'inspecteur Tibert / Bud-Vilin
- Jean-Louis Faure : Moufflard
- Marie-Laure Dougnac, Pierre Laurent : voix diverses

## Personnages
- Renart : un jeune renard rusé, enthousiaste et ambitieux. Il crée l’Agence Renart, où il prétend pouvoir exercer n'importe quel métier, se servant particulièrement de ses dons d'acteur et de déguisement.
- Marmouset : Comme son nom l'indique c'est un tout petit singe (de la taille d'un ouistiti pygmée) qui est l'animal de compagnie de Renart et l'aide dans ses coups tordus. Contrairement aux autres personnages de la série, ce n'est pas un animal anthropomorphe mais un simple animal. Il ne porte aucun vêtement et ne parle pas.
- Hermeline : une jeune renarde journaliste à La Défense travaillant pour L'Express. Renart tombe amoureux d'elle dès le premier jour, mais elle n'apprécie d'abord pas trop ses avances puis par la suite en tombe amoureuse et forment un couple.
- Ysengrin : un loup acariâtre, garagiste et oncle de Renart ; son neveu lui apporte bien des ennuis, et arrive souvent à l'arnaquer.
- Hersent : une louve épouse d'Ysengrin et tante de Renart ; elle a meilleur fond que son mari, bien qu'elle puisse se montrer aussi râleuse que lui.
- Professeur Grimbert : un blaireau savant qui crée des inventions extravagantes, dont une soucoupe volante pour Marmouset ou une potion de jouvence. Il est bègue, ce qui le rend difficile à comprendre.
- Grinaud dit Nono : un louveteau fils d'Ysengrin et Hersent.
- Chanteclerc : un coq commissaire de police, qui a Renart dans le collimateur après tous ses démêlés avec la justice.
- Mouflard : un vautour gangster, principal « méchant » de la série. Assisté de Belet et Bud-Vilain, il se heurte souvent à Renart. Sans oublier que sa compagne est une caniche et alors que lui et elle ont organisé un trafic de grenouille.
- Belet et Bud-Vilin : un rat et un chien gangsters, formant un duo inséparable et associés à Mouflard dans plusieurs crimes et délits. Belet est le petit grincheux cerveau du duo, Bud-Vilin est un grand naïf maladroit.
- Tibert : un chat inspecteur de police corrompu qui poursuit Renart, mais a du mal à le coincer. Il est secrètement associé à Mouflard.
- Général Frimard : un chien général de l'armée française.
- Pipeline : une ourse assistante d'Hermeline.
- Jules Frénési : un singe présentateur télé.
- Brun : un ours, patron du café dans lequel Renart et ses amis se retrouvent de temps en temps.
- Trépelu dit Pelu : un mouton qui travaille comme garçon au café de Brun. Il est dur d'oreille et interprète les mots aussi mal que le Professeur Tournesol.
- Zazou : un chien organisateur de spectacles quelque peu efféminé.
- Ducoi : un sanglier qui est le Président de la République. Son épouse est une éléphante prénommée « Emma ».
- Le contrôleur du TGV : un chien contrôleur sur le TGV qui mène à la Gare de Lyon, il se fait rouler par Renart et plus tard par le neveu de ce dernier.
- Nata : un cochon homme d'affaires.
- Maître Tiécelin : un corbeau avocat.
- Mademoiselle Beth : une oiselle secrétaire d'Ysengrin.
- Arthur : un robot assistant du professeur Grimbert.

## Fiche technique
- Production : IDDH, Canal+
- Année de production : 1986
- Producteurs : Bruno René Huchez
- Studios d'animation : IDDH Angoulème, Hanho Heung Up
- Nombre d'épisodes : 26
- Origine : France
- Auteur : Bruno René Huchez
- Réalisation : Jean Cubaud
- Scénarios : Olivier Massart, Gilles Taurand
- Story-boards : Bruno Le Floc'h, Mehdad Naïmian
- Conception des personnages : Pascale Moreaux
- Chef des décors : Bahram Rohani
- Musique originale : Alexandre Révérend, Cyril de Turckheim
- Genre : Série d'animation, comédie

## Chansons
- Moi Renart interprété par Joël Cartigny ; générique d'ouverture.
- Vieux roublard ; chanson passant en clip dans les deux premiers épisodes.

## Commercialisation
Parmi les 26 épisodes diffusés à la télévision, seuls quelques épisodes ont été vendus sous forme de cassettes VHS éditées par Fil à Film ou Kid's Club Video :
- L'aventure de Renart et L'agence Renart ;
- L'affaire du kiosque et Gold Star, sous les titres Votez Renart et Radio Bigoudi ;
- Le Petit Chaperon rouge et À la poursuite du radis double sous les titres Un sacré neveu et Vacances en amoureux ;
- Ô nuages, Ô désespoir et Tartala Bloune sous les titres Nuage mortel et La secte ;
- Il était une fois Renart et Le Renart dans les étoiles, sous les titres Drôle de nurse et Le film ;
- Coup de sang et Ciné fric frac, sous les titres Vampires et Renart cinéaste ;
- Le club des cavernes et Paris-Kokar, ce dernier sous le titre Le Paris-Kokar ;
- Petits petits petits et Big Boom sur les ovnis sous les titres Enfance et L'étoile précieuse.

Parmi les produits dérivés, il y avait notamment quatre véhicules-jouets : le « van de Renart » (qui ne ressemble absolument pas à la Renarde), la « R5-Turbo de Chanteclerc », la « moto d'Hermeline » et l'« hélicoptère de Renart ».

## Autour de la série
- Moi Renart est l'une des nombreuses adaptations du personnage de Renart, rusé et arnaqueur, apparu d'abord dans le Roman de Renart. Les personnages principaux (Renart et Hermeline, Ysengrin et Hersent, Chanteclair et Tibert) sont directement repris de l'œuvre originale ; Marmouzet, Nono et bien d'autres ont en revanche été inventés pour l'occasion. Les aventures de Renart sont donc transposées dans un contexte contemporain à la série (les années 1980).
- Lors des deux premiers épisodes, Marmouset regarde son dessin animé préféré sur la montre-télé de Renart : sur l'écran apparaît Clémentine, dont la série a aussi été créée par Bruno René Huchez et les personnages conçus par Pascale Moreaux.
- Il est plusieurs fois fait référence à Candy : dans l'épisode 2, quand Hermeline reçoit une quantité énorme de fleurs dans son bureau, elle dit : « On dirait du Candy ! ». Dans l'épisode 7, Belet et Bud-Vilin se déguisent en personnages de dessin animé japonais pour l'anniversaire de Petit Krach : Belet est déguisé en Goldorak, Bud-Vilin en Candy.
- L'épisode 15 présente une chanteuse pour enfants appelée « Superchou ». Ce personnage est inspiré de Chantal Goya.
- Certains personnages ont leur chara-design réutilisé pour des personnages différents :
  - L'apparence de Zazou est réutilisée pour l'artiste de l'épisode 12.
  - Hélène de l'épisode 6 était déjà présente dans le clip Vieux roublard des deux premiers épisodes, mais avec des petites différences.
  - Paprika Magot de l'épisode 13 a la mêmes traits que la « Tarzane » qui sauve Renart d'un gorille dans le clip Vieux roublard.
- L'épisode 22 présente Mimi. Cette dernière était déjà visible dans l'épisode 4 où elle se fait bousculer par Renart déguisé en femme de ménage en patins à roulettes, segment présent dans le générique.
- Hersent est appelée par erreur « Ysengrine » dans l'épisode 5. Le chanteur présent dans ce même épisode est inspiré de Julio Iglesias.
- Le clip Vieux roublard reprend une publicité pour la Citroën CX de 1986, réalisée par Jean-Paul Goude, où Grace Jones ouvre sa bouche qui libère une voiture.
- L'épisode 16 est probablement inspiré de la catastrophe nucléaire de Tchernobyl.
- Tartala Bloune, de l'épisode 19, est possiblement inspiré de Sun Myung Moon.
- Bien que les personnages soient tous des animaux humanisés, on voit des reproductions des personnages fictifs Clémentine et Candy toujours avec leurs visages humains. Le robot Arthur aussi a des traits humains non animalisés.
- Laurent Hilling, qui donne sa voix à Ysengrin ainsi qu'à d'autres personnages de la série, est également la voix française du commissaire Bruno et de monsieur Durieux dans Signé Cat's Eyes.